# Phyllotreta ochripes
Phyllotreta ochripes là một loài bọ cánh cứng trong họ Chrysomelidae. Loài này được Curtis miêu tả khoa học năm 1837.

## Hình ảnh

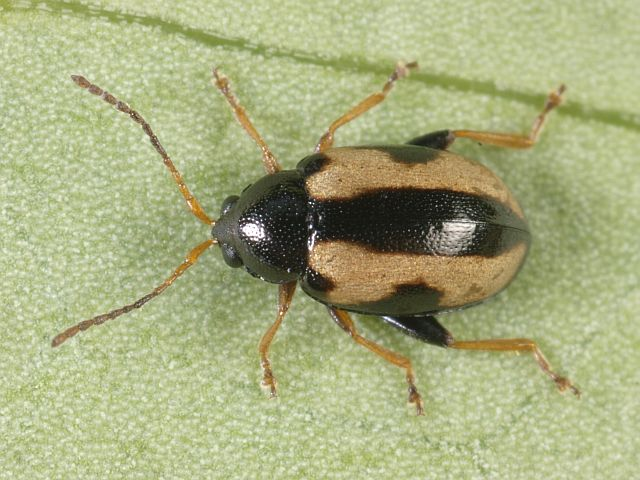